# 東坊城秀長
東坊城 秀長（ひがしぼうじょう ひでなが）は、南北朝時代から室町時代初期にかけての公卿。参議兵部卿・東坊城長綱の子。官位は正二位・参議。彼の時代に弟の言長が「西坊城家」を起こしている（江戸時代に断絶）ため、秀長を東坊城家の祖とする考えがある。一条兼良は彼の外孫にあたる。

## 経歴
少納言・大学頭・文章博士などを経て康暦2年/天授6年（1380年）に後円融天皇の侍読に任ぜられ、永徳3年/弘和3年（1383年）3月28日に従三位右大弁に任ぜられる。明徳2年/元中8年（1391年）12月24日に参議に任ぜられ（応永14年（1407年）3月5日まで在任）、翌年には北野長者となる。応永9年（1402年）に正二位に叙せられた。応永18年（1411年）、薨去。享年74。
3代将軍・足利義満からの信任が厚く、義満に『孟子』を講義すると共にテキストとして写本を進上したことが知られている。また、義満の子である足利義持・義嗣・義円らにも学問を教授し、「義嗣」の諱を撰した。日記に『迎陽記』があり、江戸時代に林鵞峰が『本朝通鑑』南北朝期の編纂を行った際には、『園太暦』と並んで参考文献として用いられた。

## 系譜
- 父：参議東坊城長綱
- 母：不詳
- 妻：不詳
  - 長男：東坊城長遠（1365-1422）
  - 男子：東坊城長瀬
  - 女子：一条経嗣室